# World Cube Association
World Cube Association (em português: Associação Mundial de Cubo Mágico), ou WCA, é uma organização sem fins lucrativos que regula as competições de cubo mágico e outros quebra-cabeça tridimensionais ao redor do mundo. Fundada por Ron van Bruchem (Holanda) e Tyson Mao (Estados Unidos) em 2004, a organização foi responsável por mais de 12.700 competições, sendo 460 no Brasil e 20 em Portugal, até agosto de 2024.

## Estrutura da WCA
A organização é composta por membros do conselho, equipes e comitês, e delegados. A presença de um delegado é necessária para oficializar uma competição. 

### Conselho de Administração da WCA[3][4]
O Conselho de Administração da WCA (ou simplesmente Conselho da WCA) é a equipe de liderança da WCA e a sua autoridade máxima. Os Diretores da WCA são Oficiais da WCA e também têm a função de Delegado Pleno. O Conselho da WCA é responsável pela organização da WCA como um todo. Eles discutem questões que afetam a WCA e aconselham os comitês. O Conselho da WCA supervisiona que as candidaturas para a realização de Competições da WCA cumpram condições justas para garantir a igualdade em todo o mundo e, finalmente, aprova e anuncia as competições em conformidade. Após as competições, eles leem relatórios dos delegados da WCA sobre as competições para se manterem atualizados sobre as atividades da WCA em todo o mundo e participam da discussão de quaisquer incidentes que ocorram. O Conselho também é responsável por ajudar a WCA a cumprir a sua missão de “mais competições em mais países, com mais pessoas e mais diversão, em condições justas e iguais”.

### Equipes e Comitês da WCA[5]
As equipes e comitês da WCA são formados por membros da comunidade WCA, incluindo delegados e competidores. Estes grupos são formatos por membros da comunidade da WCA, incluindo Delegados e competidores. Cada comitê/equipe tem um líder, cujo papel é garantir o bom funcionamento da equipe e direcionar os demais membros. 
Esses comitês e equipes são responsáveis por administrar e promover competições de cubo mágico ao redor do mundo, garantir a integridade e a ética da instituição, gerenciar finanças e assegurar uma comunicação eficaz com a comunidade. Ao todo, são 13 equipes e comitês sendo elas:
- Comitê de Apelações da WCA
- Equipe de Comunicação da WCA
- Equipe de Anúncios da Competição WCA
- Equipe de Assistentes Executivos da WCA
- Comitê Financeiro da WCA
- Comitê de Integridade da WCA
- Equipe de Marketing da WCA
- Comitê de Garantia de Qualidade da WCA
- Comitê de Regulamentos da WCA
- Equipe de Resultados WCA
- Equipe de Software WCA
- Equipe de Arquivo WCA

### Delegados da WCA[6]
A principal tarefa de um Delegado é supervisionar as competições em nome da WCA. Ele é responsável por garantir que todas as competições da WCA aconteçam de acordo com as diretrizes da organização. Eles são diferenciados entre Delegados Sênior, Delegados Regionais, Delegados Junior e Delegados Trainee. 
Delegados Trainee, em fase de treinamento, só podem supervisionar competições na presença de um Delegado experiente. Delegados Junior já podem organizar competições e durante mas precisam demonstrar competência na condução de competições antes de serem considerados Delegados. Além das tarefas de um Delegado, um Delegado Sênior ou um Delegado Regional é responsável por gerenciar os Delegados em sua área e também pode ser contatado pela comunidade para assuntos pertinentes à região.

## Recordes Mundiais

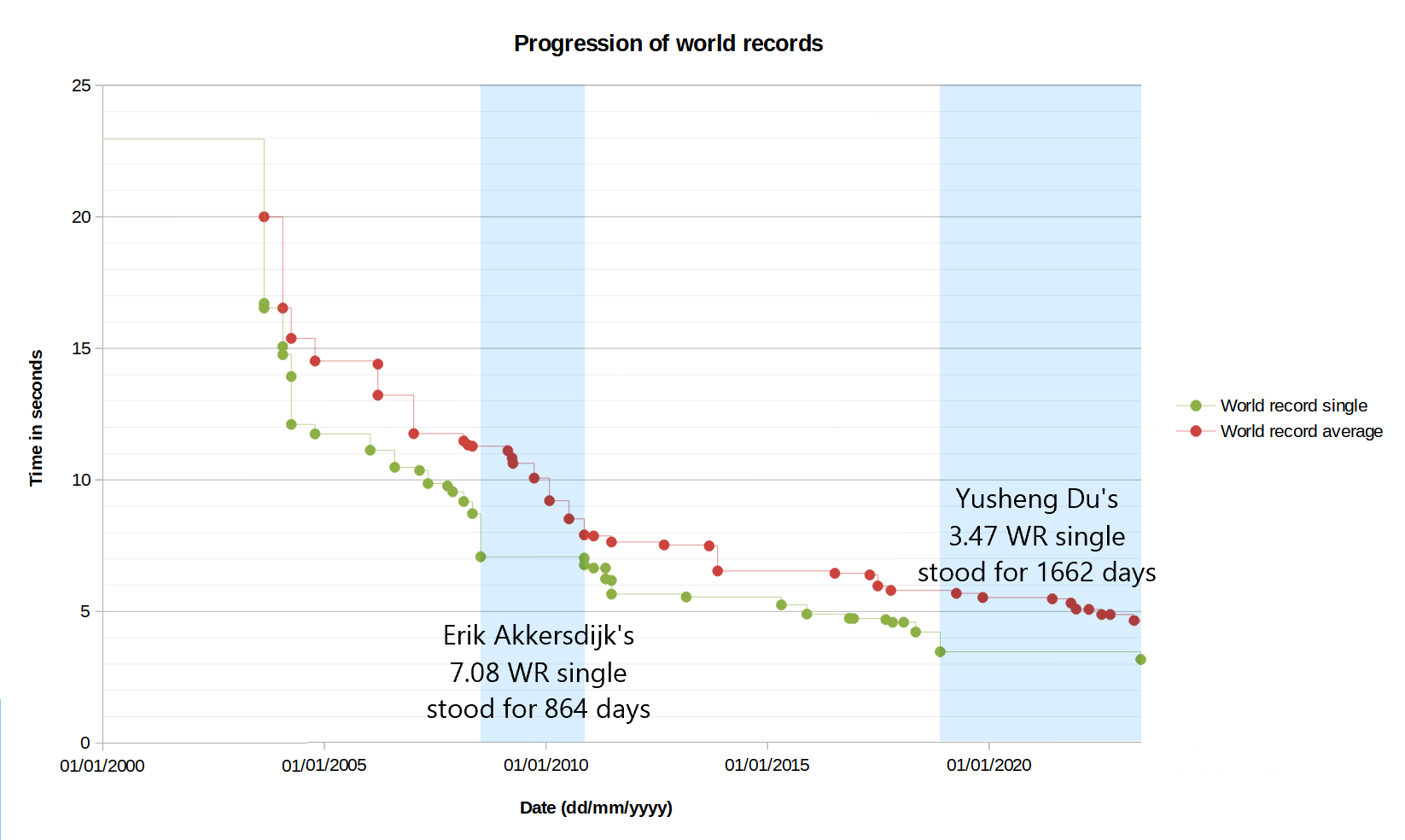
A scatter plot of Rubik's Cube world records (single and average) against time. This depicts the improvement made over the years, as well as highlights records that stayed unbroken for an unusual amount of time.

Os seguintes são os atuais Recordes Mundiais oficiais aprovados pela WCA.
Nota: Para os Eventos com média de 5, o melhor e o pior tempo são descartados, e é feita a média com as 3 restantes resoluções. Para os Eventos em que apenas 3 resoluções são realizadas, é feita a média das 3.
| Evento                     | Tipo     | Resultado   | Nome                    | Competição (Data(s))                                       | Resoluções                                |
| -------------------------- | -------- | ----------- | ----------------------- | ---------------------------------------------------------- | ----------------------------------------- |
| Cubo 3x3x3                 | Singular | 3.05        | Xuanyi Geng (耿暄一)    | Shenyang Spring 2025 (13 Abril)                            | —                                         |
| Cubo 3x3x3                 | Média    | 4.05        | Yiheng Wang (王艺衡)    | Zhengzhou Open 2024 (8 Dezembro)                           | (3.84) / (4.25) / 4.14 / 4.13 / 3.87      |
| Cubo 2x2x2                 | Singular | 0.43        | Teodor Zajder           | Warsaw Cube Masters 2023 (5 Novembro)                      | —                                         |
| Cubo 2x2x2                 | Média    | 0.86        | Yiheng Wang (王艺衡)    | Chengdu Spring Open 2025 (8-9 Fevereiro)                   | 0.84 / 0.89 / (0.90) / 0.85 / (0.77)      |
| Cubo 4x4x4                 | Singular | 15.71       | Max Park                | Colorado Mountain Tour - Evergreen 2024 (8 Junho)          | —                                         |
| Cubo 4x4x4                 | Média    | 19.17       | Tymon Kolasinski        | Hvidovre NxN 2025 (8-9 Fevereiro)                          | (22.21) / 19.55 / 18.95 / (17.84) / 19.01 |
| Cubo 5x5x5                 | Singular | 30.45       | Tymon Kolasinski        | Rubik's WCA Asian Championship 2024 (1-4 Novembro)         | —                                         |
| Cubo 5x5x5                 | Média    | 34.76       | Max Park                | Rubik’s WCA North American Championship 2024 (18-21 Julho) | (39.71) / 35.10 / (33.55) / 35.44 / 33.75 |
| Cubo 6x6x6                 | Singular | 58.03       | Max Park                | CubingUSA Western Championship 2024 (2-4 Agosto)           | —                                         |
| Cubo 6x6x6                 | Média    | 1:05.66     | Max Park                | CubingUSA Western Championship 2024 (2-4 Agosto)           | 1:09.34 / 1:09.61 / 58.03                 |
| Cubo 7x7x7                 | Singular | 1:34.15     | Max Park                | Rubik’s WCA North American Championship 2024 (18-21 Julho) | —                                         |
| Cubo 7x7x7                 | Média    | 1:39.68     | Max Park                | Nub Open Yucaipa 2024 (20 Abril)                           | 1:36.19 / 1:38.19 / 1:44.65               |
| 3x3x3 Vendado              | Singular | 12.00       | Tommy Cherry            | Triton Tricubealon 2024 (11 Fevereiro)                     | —                                         |
| 3x3x3 Vendado              | Média    | 14.05       | Tommy Cherry            | Rubik's WCA European Championship 2024 (25-28 Julho)       | 13.48 / 14.42 / 14.24                     |
| 3x3x3 em Menos Movimentos  | Singular | 16          | Sebastiano Tronto       | FMC 2019 (15–16 Junho)                                     | —                                         |
| 3x3x3 em Menos Movimentos  | Singular | 16          | Aedan Bryant            | Ashfield Summer Challenge 2024 (23 Junho)                  | —                                         |
| 3x3x3 em Menos Movimentos  | Singular | 16          | Levi Gibson             | Ashfield Summer Challenge 2024 (23 Junho)                  | —                                         |
| 3x3x3 em Menos Movimentos  | Singular | 16          | Jacob Sherwen Brown     | Rubik's UK Championship FMC 2024 (26 Outubro)              | —                                         |
| 3x3x3 em Menos Movimentos  | Média    | 19.67       | Radomił Baran           | 5BLD Masters Opole 2025 (1-2 Março)                        | 22 / 20 / 17                              |
| 3x3x3 Com Uma Mão          | Singular | 5.66        | Dhruva Sai Meruva       | Swiss Nationals 2024 (4-6 Outubro)                         | —                                         |
| 3x3x3 Com Uma Mão          | Média    | 7.72        | Luke Garrett            | Chicagoland Newcomers 2025 (9 Março)                       | 8.57 / 7.13 / (6.82) / 7.45 / (12.80)     |
| Clock                      | Singular | 1.86        | Lachlan Gibson          | A New Year in Auckland 2025 (17-18 Janeiro)                | —                                         |
| Clock                      | Média    | 2.39        | Volodymyr Kapustianskyi | Grand Forks 2024 (14 Setembro)                             | (2.96) / 2.46 / (2.24) / 2.29 / 2.43      |
| Megaminx                   | Singular | 23.18       | Leandro Martín López    | Di Tella Inspira 2024 (13 Abril)                           | —                                         |
| Megaminx                   | Average  | 25.36       | Timofei Tarasenko       | Central Asian Tour Astana 2025 (8-9 Fevereiro)             | 24.61 / (23.39) / (30.66) / 24.49 / 26.98 |
| Pyraminx                   | Singular | 0.73        | Simon Kellum            | Middleton Meetup Thursday 2023 (21 Dezembro)               | —                                         |
| Pyraminx                   | Média    | 1.15        | Sebastian Lee           | Maitland Spring 2024 (23 Novembro)                         | 1.15 / (1.53) / 1.22 / (1.01) / 1.09      |
| Skewb                      | Singular | 0.75        | Carter Kucala           | Going Fast in Grandview 2024 (23 Março)                    | —                                         |
| Skewb                      | Média    | 1.52        | Carter Kucala           | CubingUSA Heartland Championship 2024 (7-9 Junho)          | 1.65 / 1.45 / (2.57) / (1.37) / 1.45      |
| Square-1                   | Singular | 3.41        | Ryan Pilat              | Wichita Family ArtVenture 2024 (2 Março)                   | —                                         |
| Square-1                   | Média    | 4.81        | Sameer Aggarwal         | Gem City Ohio Showdown 2025 (11 Janeiro)                   | (6.01) / 4.18 / (3.73) / 5.27 / 4.72      |
| 4x4x4 Vendado              | Singular | 51.96       | Stanley Chapel          | 4BLD in a Madison Hall 2023 (28-29 Janeiro)                | —                                         |
| 4x4x4 Vendado              | Média    | 1:06.46     | Stanley Chapel          | PBQ and a Little Eggstra Oxford 2024 (30-31 Março)         | 1:01.14 / 1:04.03 / 1:14.20               |
| 5x5x5 Vendado              | Singular | 2:04.41     | Stanley Chapel          | Virginia Championship 2023 (10-12 Novembro)                | —                                         |
| 5x5x5 Vendado              | Média    | 2:27.63     | Stanley Chapel          | Michigan Cubing Club Epsilon 2019 (14 Dezembro)            | 2:32.48 / 2:28.80 / 2:21.62               |
| 3x3x3 Vários Cubos Vendado | Singular | 62/65 57:47 | Graham Siggins          | Blind Is Back LA 2022 (26 Junho)                           | —                                         |